# 村上元信
村上 元信（むらかみ もとのぶ）は、江戸時代初期の武士。毛利氏の家臣、長州藩士、御船手組。父は村上景親、母は朝鮮の両班の娘。正室は前田刑部の娘。継室は山田頼房の娘。子に村上就親。

## 生涯
慶長13年（1608年）、村上景親の次男として誕生。母は文禄・慶長の役の際に景親の捕虜となって朝鮮から日本へ連れて来られ、景親の側室になった朝鮮貴族（両班）の娘。
慶長15年（1610年）2月9日に父・景親が死去すると、兄・八助が家督を相続したが、八助は慶長18年（1613年）3月21日に11歳で早世したため元信が後を継いだ。同年5月21日、毛利輝元の加冠状を受けて元服し、「元」の偏諱を与えられて「元信」と名乗る。
元和年間（1615年 - 1624年）に船手衆の編成が行われ、従兄（村上元吉の子）の元武と共に船手組となり、屋代島の所領はそのままで、三田尻に居館を構えた。
明暦4年（1658年）4月8日に死去。享年51。嫡男の就親が後を継いだ。